# Anderton (Kornwalia)
Anderton – wieś w Anglii, w Kornwalii, położona na półwyspie Rame. Leży 98 km na wschód od miasta Penzance i 314 km na południowy zachód od Londynu.